# ジョージ・E・スミス
ジョージ・エルウッド・スミス（George Elwood Smith, 1930年5月10日 - 2025年5月28日）はアメリカの科学者で、電荷結合素子（CCD）の発明者の一人である。2009年にノーベル物理学賞を1/4で共同受賞した。受賞理由は「撮像半導体回路（CCDセンサー）の発明」である。

## 経歴
ニューヨーク州ホワイト・プレインズに生まれる。アメリカ海軍に勤め、1955年にペンシルベニア大学で理学士号を取得、1959年にシカゴ大学で博士号を取得した。学位論文はわずか8ページであった。1959年から1986年までニュージャージー州のマーレーヒルにあるベル研究所で働き、革新的なレーザーと半導体デバイスの研究を行った。在職中スミスは数多くの特許を取得し、最後にはVLSIデバイス部門のリーダーとなった。
1969年にスミスとウィラード・ボイルは電荷結合素子（CCD）を発明した。
ボイルとスミスは熱心な船乗りで、多くの旅行を共にしている。退職後スミスは妻のジャネットとともに、5年をかけて世界一周旅行をしている。2001年に「がたの来た骨をさらなる嵐にあわせない」という理由で趣味を引退している。
2025年5月28日、ニュージャージー州バーニガット・タウンシップの自宅で死去。95歳没。

## 受賞歴
- 1973年 - フランクリン協会（英語版）のスチュアート・バレンタイン・メダル
- 1974年 - IEEEモーリス・N・リーブマン記念賞
- 1999年 - C&C賞
- 2006年 - チャールズ・スターク・ドレイパー賞
- 2009年 - ノーベル物理学賞
- 2017年 - クイーンエリザベス工学賞[5]

## 参照
1. ↑  “ノーベル物理学賞を受賞した「光のマイスター」たち”. AFPBB News. (2009年7月1日) 2020年2月28日閲覧。
2. ↑   The Nobel Prize in Physics 2009, Nobel Foundation, (2009-10-06) 2009年10月6日閲覧。.
3. ↑   PROFILE: George Smith - Nobel winner and world sailor, EarthTimes, (2009-10-06) 2009年10月6日閲覧。.
4. ↑  McClain, Dylan Loeb (2025年5月30日). “George E. Smith Dead: Nobel Prize Winner Was 95” (英語). The New York Times. ISSN 0362-4331 2025年5月31日閲覧。
5. ↑  Digital imaging inventors win engineering’s £1m Queen Elizabeth Prize（フィナンシャル・タイムズ）